# Baduhena
Baduhena fue una diosa y pitonisa adorada por los frisones. Le rendían culto en un extenso bosque de Germania que comprendía territorios de los caucos y de los frisones y se le ofrecían sacrificios humanos, según refiere Tácito. En este bosque (Baduhennae lucus o Baduhennae Sylva) fueron asesinados 900 romanos en los últimos años del imperio de Tiberio.